# Merv Griffin
Mervyn Edward "Merv" Griffin, Jr. (San Mateo, 6 de julho de 1925 – Los Angeles, 12 de agosto de 2007) foi um apresentador de televisão, músico, cantor, ator e magnata dos meios de comunicação americano. Ele começou sua carreira como cantor de rádio e big band, passando a aparecer no cinema e na Broadway. De 1965 a 1986 Griffin organizou o seu próprio talk show, The Merv Griffin Show, produzido pela Westinghouse Broadcasting (também conhecida como Group W). Ele também criou os game shows internacionalmente famosos Jeopardy!, Wheel of Fortune, Click, Ruckus, e Merv Griffin's Crosswords com suas próprias produtoras de televisão, Merv Griffin Enterprises e Merv Griffin Entertainment. Durante sua vida, Griffin foi considerado um magnata dos negócios do entretenimento.

## Início da vida
Griffin nasceu em 6 de julho de 1925, em San Mateo, Califórnia, filho de Mervyn Edward Griffin, Sr., um corretor da bolsa, e Rita Elizabeth Griffin (nascida Robinson), uma dona-de-casa. Sua  família era Irlandesa-Americana. Criado como um católico romano, Griffin começou a cantar no coro de sua igreja quando menino, e na adolescência  ganhava dinheiro extra como organista da igreja. Suas habilidades como pianista tiveram papel no início de sua entrada no show business.
Ele frequentou a San Mateo High School, onde se formou em 1942, e continuou a ajudar no financiamento da escola. Ele estudou no San Mateo Junior College e, em seguida, na Universidade de San Francisco. Ele foi um membro da fraternidade internacional Tau Kappa Epsilon.
Durante a II Guerra Mundial, Griffin foi dispensado do exército depois de falhar em vários exames físicos militares devido a ter um ligeiro sopro cardíaco . Durante a Guerra da Coréia , vários anos mais tarde, ele foi examinado e considerado saudável o suficiente para servir, mas naquele tempo tinha mais de 26 anos e, portanto, estava isento do alistamento.

## Carreira

### Canto
Griffin começou como cantor na rádio, aos 19 anos de idade, aparecendo em San Francisco Sketchbook, programa nacionalmente sindicado baseado na emissora KFRC. Griffin tinha excesso de peso durante sua adolescência e juventude, o que decepcionava alguns fãs de rádio, quando eles o viram em pessoa. Ele escreveu anos mais tarde, em sua autobiografia que originalmente havia um esforço deliberado para impedir o público de descobrir como ele era. Envergonhado com o problema de peso, Griffin resolveu mudar sua aparência, perdendo 80 libras (aprox. 36 quilos) em quatro meses.
Freddy Martin o ouviu no  programa de rádio e pediu Griffin para fazer turnê com sua orquestra, o que ele fez durante quatro anos.
Griffin teve um papel não creditado  como um locutor de rádio no filme de horror/ficção científica clássica de 1953, The Beast from 20.000 Fathoms.
Em 1945, Griffin ganhou dinheiro suficiente para formar sua própria gravadora, a Panda Records, que produziu Song by Merv Griffin, o primeiro álbum dos EUA a ser gravado em fita magnética. Em 1947, ele teve um programa musical de 15 minutos segunda-feira a sexta–feira na KHJ em San Francisco.
Ele se tornou cada vez mais popular com o público das casas noturnas, e a sua fama subiu entre o público em geral com seu hit de1950  "I've Got a Lovely Bunch of Coconuts". A música alcançou o primeiro lugar no Hit Parade e vendeu três milhões de cópias.
Em uma de suas  performances de boate, Griffin foi descoberto por Doris Day. Day arranjou um teste de tela no Warner Bros Studios para um papel em 'By the Light of the Silvery Moon'. Griffin não ficou com o papel, mas o teste de tela o conduziu para funções de apoio em outros filmes musicais, tais como, So,This is Love , em 1953. O filme causou uma pequena polêmica quando Griffin deu um beijo de boca aberta em Kathryn Grayson. O beijo foi o primeiro na história dos filmes de Hollywood  desde a introdução do Código de Produção, em 1934.
Griffin continuaria a participar de mais filmes (The Boy from Oklahoma e Phantom of the Rue Morgue), mas logo se desiludiu com a produção de filmes. Griffin rescindiu o seu contrato com a Warner Bros. e decidiu dedicar a sua atenção para um novo meio de comunicação: a televisão.
Em Março de 2001, Griffin voltou a cantar com o lançamento do álbum, It's Like a Dream.

### Apresentador de game show
De 1958 a 1962, Griffin apresentou um jogo produzido por Mark Goodson e Bill Todman chamado de Play Your Hunch. O programa foi exibido em todas as três grandes redes de televisão americanas, mas, principalmente, na NBC. Ele também organizou um game show no horario nobre para a ABC chamado Keep Talking. Além disso, ele substituiu por uma semana durantes as férias de Bill Cullen em  The Price is Right, e também para a Bud Collyer em Dizer a Verdade. Em 1963, a NBC ofereceu-lhe a oportunidade de sediar um novo game show, Word by Word, o que Griffin produzido. Ele também produziu Let's Play Post Office para a NBC, em 1965; Reach for the Stars para a NBC, em 1967; e One in a Million para a ABC, em 1967.

### Apresentador de Talk show
Griffin teve sua grande estreia quando o apresentador do Tonight Show Jack Paar, acidentalmente, surgiu no set de Play Your Hunch  durante uma transmissão ao vivo, e Griffin levou-o a ficar para uma entrevista espontânea. Após Paar deixar o Tonight Show, mas antes de Johnny Carson assumir (Carson ainda apresentava em Quem Você Confia? na ABC), Griffin foi um dos muitos anfitriões convidados que apresentaram o programa no ínterim. Griffin foi considerado o mais bem-sucedido dos apresentadores convidados, e foi recompensado com o seu próprio talk show diurno na NBC, em 1962. Este programa ao vivo, com 55 minutos de duração, não foi bem-sucedido no entanto, e foi cancelado em 1963.

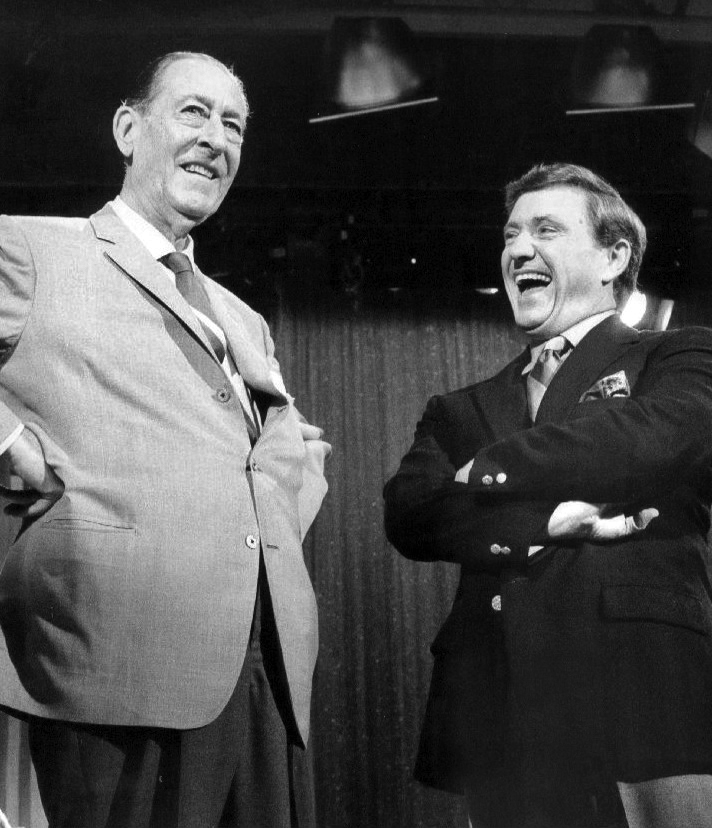
Griffin (direita) e ajudante de Arthur C em 1969

Em 1965, Griffin lançou um talk show sindicado para o Grupo W (Westinghouse Broadcasting) intitulado The Merv Griffin Show. O programa foi ao ar em uma variedade de horários em toda a América do Norte; várias estações o exibiam durante o dia, outras o transmitiam em horário nobre e algumas transmitiam-no no mesmo horário do The Tonight Show de Johnny Carson. O locutor/parceiro de Griffin foi o veterano ator personagem britânico Arthur Treacher, que tinha sido seu mentor. Depois que Treacher deixou o show em 1970, o próprio Griffin faria os anúncios, e se dirigia ao palco com a frase: "E agora..., aqui vou eu!" De acordo com um obituário de 24 de agosto de 2007 na Entertainment Weekly, The Merv Griffin Show ficou no ar por 21 anos e ganhou onze Prêmios Emmy durante a sua exibição.
Griffin não se acanhava em abordar assuntos polêmicos, especialmente a Guerra do Vietnã. Os convidados no programa da Westinghouse eram uma mistura eclética de artistas, autores, políticos, e personalidades como Zsa Zsa Gabor. Griffin também recebia convidados polêmicos como George Carlin, Dick Gregory, Richard Pryor, o reverendo David M. Carnrike, Norman Mailer e Bertrand Russell. Griffin recebeu elogios da crítica por receber tais convidados, mas também foi amplamente criticado por isso. Quando o filósofo e ativista anti-guerra  Bertrand Russell usou o programa de Griffin  para condenar a guerra no Vietnã, Griffin foi criticado por deixar Russell expressar sua opinião. Arnold Schwarzenegger, mais tarde, o 38º Governador do estado da Califórnia, fez sua estreia em talk shows nos Estados Unidos no talk show de Griffin , em 1974, depois de emigrar da Áustria.
Griffin dedicou dois programas para o tema da Meditação Transcendental e o seu fundador Maharishi Mahesh Yogi, um em 1975, o outro, em 1977. Griffin foi um aluno entusiasta da prática.
Griffin também conversava frequentemente com os membros da plateia. Um membro  regular do público, Lillian Miller, tornou-se uma atração em  programa  de Griffin ao longo de sua duração.
O melhor amigo de Griffin desde a sexta série, Robert (Bob) Murphy, foi o produtor de The Merv Griffin Show, e, eventualmente, tornou-se presidente da Merv Griffin Enterprises.

### Apresentador de fim de noite
A CBS deu Griffin um programa de fim de noite fazendo frente a Carson, em 1969, um movimento que se revelou desastroso. A rede estava desconfortável com os convidados que Griffin queria, que muitas vezes falaram contra a Guerra do Vietnã e outros temas tabu. Quando o ativista político Abbie Hoffman foi convidado de Griffin em abril de 1970, a CBS borrou o vídeo para que os telespectadores em casa não vissem sua característica camisa estampada com a bandeira norte-americana, mesmo que outras pessoas tivessem usado a mesma camisa no passado, sem censura. Griffin não gostou da censura imposta pela CBS e queixou-se.
Sentindo que seu tempo na CBS estava terminando, e cansado das restrições impostas pela rede, Griffin, secretamente, assinou um contrato com a empresa rival Metromedia. O contrato com Metromedia daria um talk show diurno sindicado, logo que a CBS cancelasse Griffin show. Dentro de alguns meses, Griffin foi demitido pela CBS. Seu novo show começou na segunda-feira seguinte e foi exibido até meados da década de 1980. Em 1986, Griffin estava pronto para se aposentar e, acabou com sua carreira em talk shows . Graças aos lucros de seu muito bem sucedido game shows, Griffin havia se tornado um dos artistas mais ricos do mundo.

## Criador de game show
Griffin criou e produziu o bem-sucedido game show de televisão Jeopardy! em 1964; em um Associated Press perfil lançado pouco antes do show estreou, Griffin falou sobre as origens do programa
O show, originalmente intitulado What's the Question?, estreou na NBC no dia 30 de Março, de 1964, apresentado por Art Fleming, e durou 11 anos. Griffin escreveu a  música de 30 segundos  ouvida durante a rodada final do programa, e que mais tarde se tornou a icônica melodia do tema para a versão do show apresentada por Alex Trebek.
Em 1975, a NBC cancelou Jeopardy! depois de mudar duas vezes  seu horário diurno, apesar de ter mais um ano em seu contrato de rede para cumprir. Griffin produziu o  programa sucessor Wheel of Fortune, que estreou no dia 6 de janeiro, 1975. Wheel , com Chuck Woolery como apresentador e Susan Stafford como apresentadora, teve níveis de audiência de sucesso durante toda a sua exibição. A partir de dezembro de 1975 a janeiro de 1976, o programa se expandiu para uma hora, em resposta para o sucesso da versão de 60 minutos de The Price is Right na CBS.

## Empreendimentos de negócios

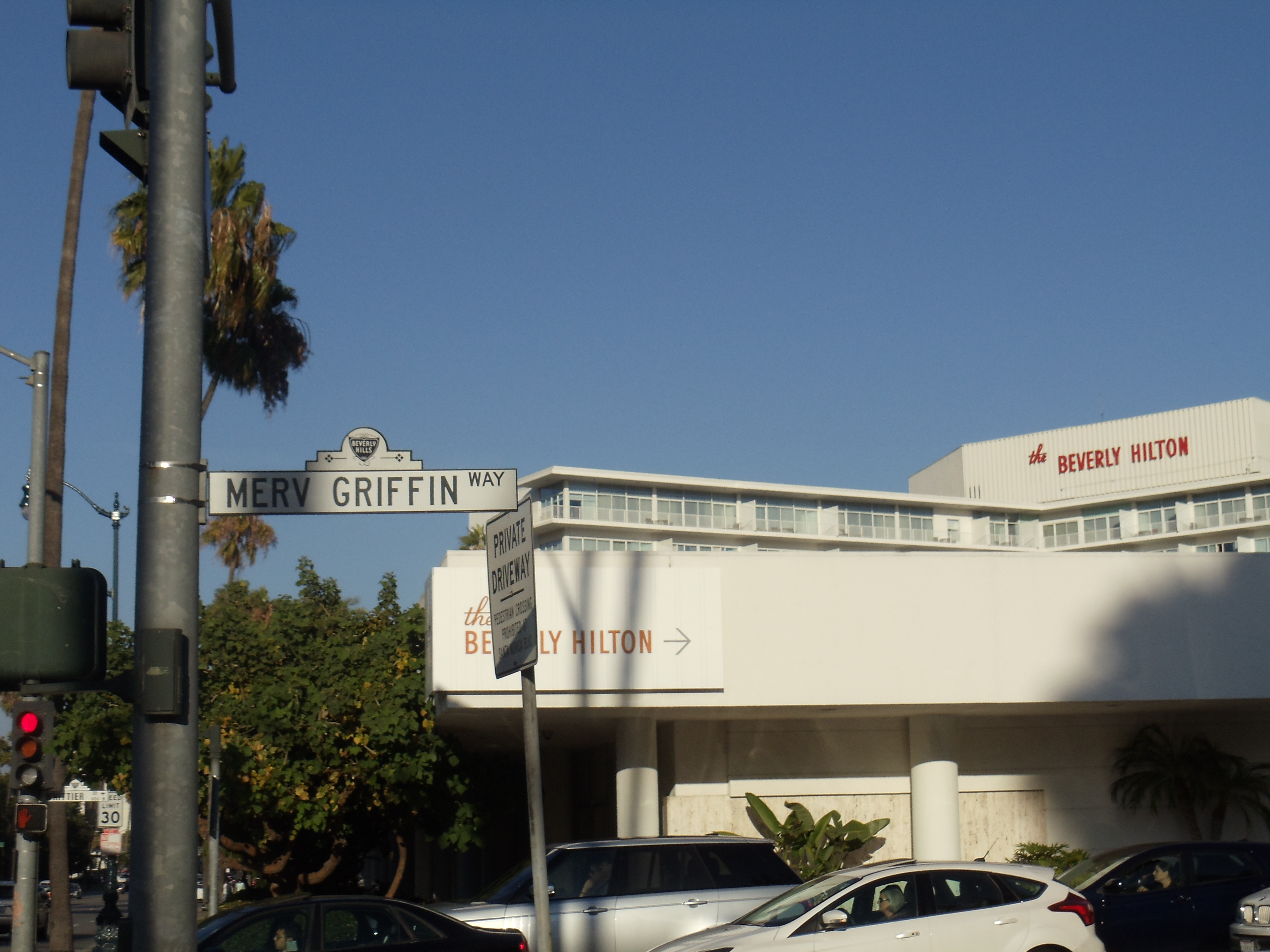
Merv Griffin Way com o Beverly Hilton no plano de fundo

Griffin se aventurou no ramo imobiliário, comprando o Beverly Hilton Hotel, em Beverly Hills. Ele também comprou o Resorts Hotel e Casino, anteriormente Chalfonte-Haddon Hall Hotel em Atlantic City, de Donald Trump , em 1988. Esta foi uma empresa mal-sucedida e Griffin, posteriormente, procurou o tribunal de proteção de falências em 23 Dezembro de 1989, para Resorts International, Inc., seu conturbado hotel e operador de cassino.
O plano de fundo para isso foi em 12 de novembro, quando Resorts chegou a uma tentativa de acordo com certos acionistas, vários obrigacionistas, pediram ao Tribunal de Falências dos Estados Unidos em Camden, N. J., para colocar a empresa em falência involuntária para proteger reivindicações legais que possa ter contra Donald J. Trump, o investidor imobiliário de quem Griffin  comprou Resorts um ano atrás. Como resultado, isto literalmente dizimou ou reduziu muito os investimentos dos acionistas, de modo que Griffin poderia processar Trump e ainda reter uma parcela relevante para si.
Além de Resorts International, a empresa gestora de cassinos em Atlantic City e Bahamas, três empresas afiliadas também pediram recuperação judicial pelo Capítulo 11: Griffin Resorts Inc., Resorts International Financing, Inc. e Griffin Resorts Holding Inc.

## Doença e morte

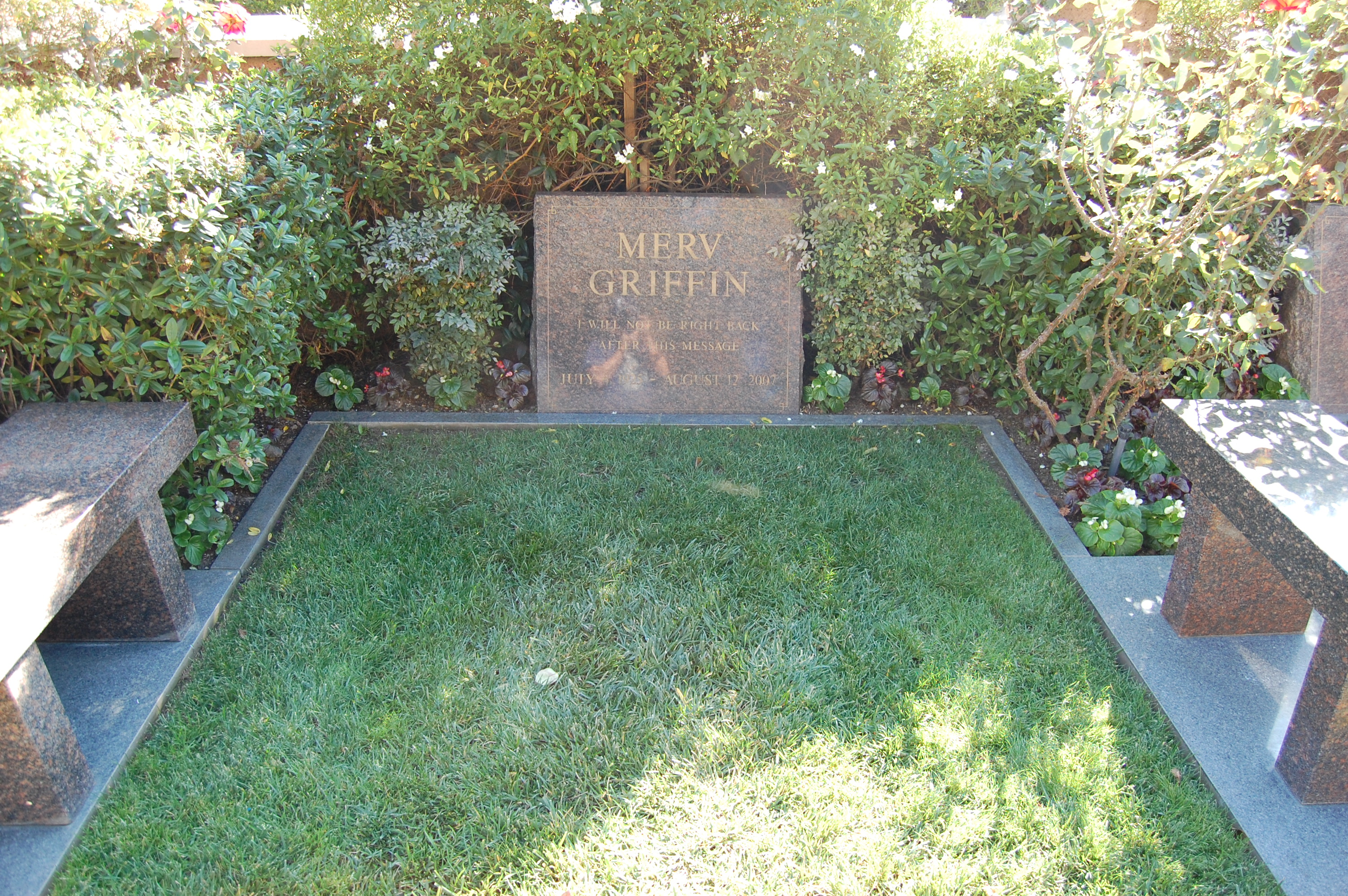
Túmulo de Griffin, localizado no Westwood Village Memorial Park Cemetery, em Westwood, Los Angeles, Califórnia

O câncer de próstata de Griffin, tratado originalmente em 1996, voltara e ele foi admitido no Cedars Sinai Medical Center , em Los Angeles, onde sua condição deteriorou-se, levando à sua morte em 12 de agosto de 2007, com 82 anos de idade. Griffin deixou seu filho, Tony, nascido em 1959, durante seu casamento com Julann Wright, de 1958 a 1976, bem como dois netos.

## References
1. ↑  «Spokeswoman: 'Jeopardy' inventor Merv Griffin dies at 82». CNN. Associated Press. 12 de agosto de 2007. Consultado em 12 de agosto de 2007. Cópia arquivada em 17 de setembro de 2007
2. ↑  Who's who in California – Alice Catt Armstrong. [S.l.]: Google Books. Consultado em 18 de dezembro de 2012
3. ↑  Severo, Richard; Wyatt, Edward (13 de agosto de 2007). «Merv Griffin, Television Innovator, Dies at 82». The New York Times. Consultado em 12 de maio de 2010
4. 1 2 3 4 5  «Merv Griffin». The Notable Names Database. Soylent Communications. Consultado em 9 de setembro de 2007
5. 1 2  "Merv Griffin, Before He Was a Legend Arquivado em 2009-08-16 na Archive.today" August 12, 2009.
6. 1 2  Cynthia Lowry (29 de março de 1964). «Merv Griffin: Question and Answer Man». Independent Star-News. Associated Press
7. ↑  All Movie Guide. «Merv Griffin Filmography». Fandango. Consultado em 12 de agosto de 2007
8. ↑  Entertainment Legend Merv Griffin Dies At 82, from Billboard
9. ↑  «Your Cue: Merv Griffin» (PDF). Radio Life. 8 de junho de 1947. Consultado em 3 de dezembro de 2014
10. ↑  «TV Land Remembers Merv Griffin». TV Land. Consultado em 9 de setembro de 2007. Arquivado do original em 26 de setembro de 2007
11. ↑  Richard Natale (12 de agosto de 2007). «Hollywood legend Merv Griffin dies». Variety. Consultado em 9 de setembro de 2007
12. ↑  Erik Pedersen (13 de agosto de 2007). «'Visionary' H'wood host, tycoon Merv Griffin dies». The Hollywood Reporter. Consultado em 9 de setembro de 2007. Arquivado do original em 13 de agosto de 2007
13. ↑  "Late Night".
14. ↑  Woo, Elaine (6 de fevereiro de 2008). «Maharishi Mahesh Yogi; founded Transcendental Meditation movement». Los Angeles Times. Consultado em 12 de maio de 2010
15. ↑  «Merv Griffin in grave condition». The Desert Sun. azcentral.com. 9 de agosto de 2007. Consultado em 9 de setembro de 2007
16. ↑  David Zurawik (12 de agosto de 2007). «Merv Griffin dies at age 82». Baltimore Sun. Consultado em 12 de agosto de 2007
17. ↑  Kakie Urch; Bruce Fessier; Erica Solvig (12 de agosto de 2007). «Remembering Merv Griffin, 1925–2007». The Desert Sun. Consultado em 9 de setembro de 2007